# Тритон (альманах)
Тритон — ежегодный альманах русских хайку, первое в России издание, полностью посвящённое этому литературному жанру. Выходил в 2000—2004 гг. в московском издательстве «АРГО-РИСК».
Первый выпуск альманаха был составлен, главным образом, по материалам Всероссийского конкурса хайку; его появление дало критику Даниле Давыдову повод заметить: «Лаконизм японского трехстишия привился на отечественной почве и парадоксальным образом стал актуальным в постмодернистскую эпоху». В работе над составлением альманаха принимали участие Алексей Андреев, Иван Ахметьев, Дмитрий Кузьмин, Виктор Мазурик; как подчёркивала в журнале «Знамя» Людмила Вязмитинова, «издания, подобные „Тритону“, являются одновременно и художественным, и научным творением их составителей». Кроме того, в качестве особого достижения альманаха специалисты отмечали его дизайн, автором которого выступил молодой график Андрей Бондаренко Другой.
В каждом выпуске альманаха печатались произведения современных русских хайдзинов (в том числе сгруппированные по темам), переводы японских и западных (английских, сербских, белорусских) хайку, статьи по истории и теории хайку («История хайку в Северной Америке» Джорджа Суида, публикации Юрия Орлицкого по истории хайку в России), материалы к библиографии русского хайку. Среди авторов журнала были, в частности, Марина Хаген, Александр Белых, Михаил Бару, Валентин Загорянский, Владимир Герцик и другие.